# Casa Moreu
La Casa Moreu és una casa renaixentista de Betren al municipi de Vielha e Mijaran (Vall d'Aran) inclosa a l'Inventari del Patrimoni Arquitectònic de Catalunya. D'acord amb una posició elevada, s'hi bastí una notable "auviatge" quadrangular amb els edificis disposats en forma de "U", amb la casa configurant la tanca per la banda del carrer i les bordes situades als costats del pati o corral que dona al darrere (vers la carretera, amb una possible sortida).

## Descripció
És un exemple de casa amb especialització de l'espai interior: planta baixa amb l'entrada des del carrer, distribuïdor amb sortida al pati ("corrau"), "codina" o "recodina", en una banda, "cerèr" i "lenhèr", d'altra; l'edifici adossat per aquesta banda té entrada independent que mena al paller i a les cambres dels mossos. En el primer pis una sala fa de distribuïdor, enfront queda la "cambra de banh" amb la latrina sobresortint en la façana secundària, i a cada costat sengles "minjadors", que donen accés al seu torn a un total de vuit "cambres"; l'esmentat espai adossat a ponent, manté l'accés independent, però en aquest espai queda reduït a dues estances. Finalment, el grandiós "humarau" amb un dipòsit d'aigua és aixoplugat per una coberta de fusta i teulada de pissarra, amb la "capièra" paral·lela a la façana, i els clàssics "penaus" en els estrems.
La porta de la casa, com que es confon amb el portal, assoleix necessàriament una notable amplitud; obra de fàbrica -marbre d'Arties- resolta amb un arc de mig punt estricte. La sòbria decoració es concentra a la porta pròpiament dita, amb dues fulles de fusta dividides en tres plafons: sengles cercles amb una estrella inscrita centren els quart d'esfera superior, i en el central es llegeix el nom de Crist. La segona porta és també de fàbrica, els muntants laterals en biaix que culmina en un triangle rebaixat centrant la llinda monolítica, i en mig de la data gravada 1831.
Encastada a la part superior de l'angle nord-est hi ha una estela funerària, possiblement una tapa de sarcòfag, on està esculpida en alt relleu una figura jacent frontal, amb el cap recolzat sobre un coixí i les mans sobre el pit, l'esquerra més amunt que la dreta. La figura vesteix una túnica que li cobreix el cap. La part inferior està fragmentada. L'execució és molt tosca.

## Història
El cognom o apel·latiu Morèu no deixa d'ésser significatiu si acceptem una relació amb el món musulmà. En la relació de focs de la Val figura don Pere d'Arnal Morèu prevere arrelat a Cap d'Aran ((1313). Més recentment "l'auviatge" Morèu passà als Vidal, notable llinatge de la Val documentada a Betren d'ençà d'un Vidal sacerdot (1267). Mentre que els Vidal de Vielha foren rectors, priors de Mijaran, cirurgians o apotecaris, els membres de la línia dels Vidal de Betren sembla que al segle xviii s'especialitzaren en l'ofici de notaris, tal vegada com continuadors d'aquell Vidal d'Escunhau notari de la Val al segle xiv.